# Mizuho Ishida
Mizuho Ishida (jap. 石田瑞穂 Ishida Mizuho; ur. 22 stycznia 1988 w Tomioka, w Japonii) – japońska siatkarka grająca na pozycji przyjmującej.
Obecnie gra w Hisamitsu Springs.
W 2010 r. zdobyła brązowy medal Mistrzostw Świata, rozgrywanych w Japonii.

## Sukcesy reprezentacyjne
- 2010 –  Mistrzostwa Świata